# Chetriș, Bacău
Chetriș (în maghiară Ketris) este un sat în comuna Tamași din județul Bacău, Moldova, România.
Este unul dintre satele cu o minoritate de ceangăi romano-catolici din Moldova. În 1992 localitatea avea 750 de locuitori, din care 100 vorbitori de limba maghiară (20%).

## Geografie
Chetrișul se situează în Valea Siretului, la circa 10 km de municipiul Bacău, la marginea de vest a Colinelor Tutovei, pe terasele de pe stânga râului Siret. Satul vechi se situa pe dealul învecinat însă cu timpul s-a strămutat la poalele dealurilor. Teritoriul satului este limitat la vest de lacul artificial de acumulare Galbeni, construit în 1983 pe cursul râului Siret, la vărsarea Bistriței în acesta și cu un volum de apă de 39,6 milioane m3.

### Vecini
Se învecinează la nord cu satul centru de comună Tamași (la circa 1 km), la sud cu satul Gioseni din comuna cu același nume, la sud-vest cu satul Galbeni (circa 5 km) și la est, traversând dealurile învecinate, cu Horgești (circa 7 km).

## Istorie

Vedere invernală asupra satului. Se distinge în planul apropiat Biserica ortodoxă; în planul îndepărtat, biserica romano-catolică

Vechea biserica ortodoxă datează din 1833. În 1953 a fost construită biserica actuală. Parohia romano-catolică a fost înființată în 1986. Biserica nouă s-a construit peste vechea biserică și a fost finalizată în 1995.

## Economia
Economia satului este predominant agrară; predomină culturile de porumb și grâu. Pe dealurile din arealul satului se practică cultura viței de vie (soiurile nohan, tămâioasă). La Chetriș funcționează o mică fabrică de prelucrare a lemnului, pe structura fostului CAP și produce mobilă, semifabricate din lemn și cherestea, și atrage forța de muncă atât din Chetriș cât și din satele vecine.
Înainte de colectivizarea forțată după instaurarea regimului comunist, la Chetriș au funcționat o moară pe petrol și o mică cooperativă de credit.

## Transporturi
Satul este străbătut de un drum comunal prin care se leagă de satele învecinate și de municipiul Bacău. Legătura rutieră se face prin autobuze care circulă regulat, atât pe ruta directă Chetriș - Bacău (prin Buhoci) cât și pe ruta Bacău - Faraoani (prin Galbeni), cu oprire la capătul sudic al satului. Nu are acces direct la cale ferată. Cea mai apropiată stație de cale ferată este halta Valea Seacă, pe linia Bacău - Adjud, la circa 6-7 km distanță.